# Доминиканская чайка
Доминика́нская ча́йка (лат. Larus dominicanus) — птица семейства чайковых. Выделяют пять подвидов.

## Описание
Длина тела 58 см, размах крыльев 125 см. Оперение головы, шеи, нижней стороны, а также хвоста белое, верховые крылья и спина черные. Клюв жёлтый с красным пятном под клювом. Окраска лап варьирует от жёлтого до оливково-зелёного цвета.

## Распространение
Ареал доминиканской чайки простирается от побережья Южной Америки до Южной Африки, Новой Зеландии и многих субантарктических островов в южном океаническом поясе. Кроме того, доминиканская чайка — единственный вид чаек, который гнездится на Антарктическом полуострове. В ноябре или декабре чайка откладывает 2 или 3 яйца в крапинку. Гнездо строит из частей растений, костей и ракушек улиток. Птенцы вылупляются через 4 недели высиживания и становятся самостоятельными через 2—4 недели.

## Питание
Доминиканские чайки питаются преимущественно улитками и отбросами других птичьих колоний.
Перед аргентинским полуостровом Вальдес доминиканские чайки в течение последних 30 лет начали питаться также южными китами. Сначала чайки садились на китов и склёвывали паразитов и отделившиеся кусочки кожи. С какого-то момента птицы принялись выклёвывать из плоти морских гигантов увесистые куски мяса и с тех пор стали настоящим бичом для китов, которые выращивают в регионе свой молодняк. Те вынуждены нырять гораздо чаще, чем обычно, чтобы спастись от атак чаек, и растрачивают из-за этого большое количество энергии. Особенно самкам китов не хватает покоя для выращивания детёнышей. При этом чайки сосредотачиваются именно на самках с детёнышами, которым приходится гораздо чаще, чем другим китам, подниматься к водной поверхности.